# Sera Cahoone

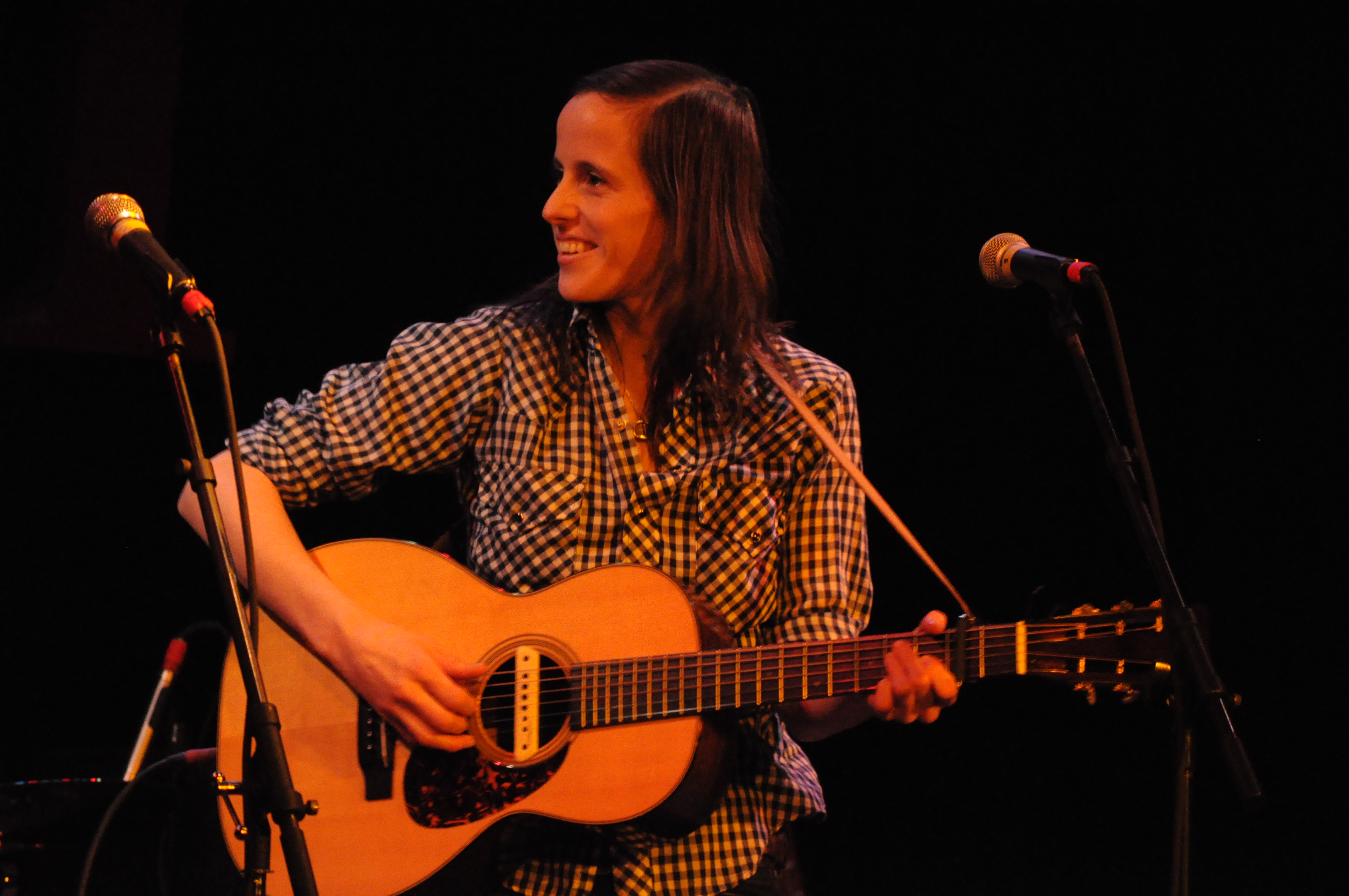
Sera Cahoone bei einem Auftritt im März 2011 in Seattle.

Sera Cahoone (* 4. August 1975 in Denver, Colorado, USA) ist eine US-amerikanische Musikerin und Sängerin, die bei ihrer Musik Country-Musik mit Elementen von Indie-Rock mischt.

## Leben
Cahoone ist die Tochter eines Vertreters für Dynamit und wuchs in Littleton (Colorado) auf. Sie besuchte die Columbine High School. Im Alter von zwölf Jahren begann sie Schlagzeug zu spielen. 1998 ging sie nach Seattle im Bundesstaat Washington und war in der Folgezeit Schlagzeugerin für Gruppen wie Carissa’s Weird und Band of Horses oder für Patrick Park.
Seit 2006 konzentriert sich Cahoone auf Gesang, das Schreiben von Liedern und das Gitarrenspiel und veröffentlichte ihre erste CD Sera Cahoone. Dieser ersten Veröffentlichung folgten zwei weitere CD. 2012 wurden einige ihrer Lieder im Film Jamie und Jessie sind nicht zusammen als Filmmusik eingesetzt.
Sera Cahoone nahm im Jahre 2012 am Festival Waves Vienna in Wien teil.
Cahoons ehemalige Lebenspartnerin ist die US-amerikanische Fußballspielerin in der Frauen-Fußballnationalmannschaft der Vereinigten Staaten Megan Rapinoe. Das Paar gab im August 2015 seine Verlobung bekannt.

## Diskografie
- 2005: Sera Cahoone
- 2008: Only as the Day Is Long
- 2012: Deer Creek Canyon
- 2017: From Where I Started
- 2018: The Flora String Sessions